# Конвой № 3803A
Конвой № 3803A — японський конвой часів Другої світової війни, проведення якого відбувалось у серпні 1943 року.
Пунктом призначення конвою був атол Трук у центральній частині Каролінських островів, де ще до війни створили потужну базу японського ВМФ, з якої до лютого 1944 року провадились операції у цілому ряді архіпелагів. Вихідним пунктом став розташований у Токійській затоці порт Йокосука (саме звідси традиційно вирушала більшість конвоїв на Трук).
До складу конвою увійшли транспорти «Тацуура-Мару», «Тайан-Мару» (Taian Maru) та «Сіганоура-Мару», тоді як охорону забезпечував кайбокан (фрегат) «Окі». Також з конвоєм № 3803 прямував допоміжний мисливець за підводними човнами CHa-33, який слідував до місця служби в Океанії.
Загін вийшов із порту 3 серпня 1943 року. Його маршрут пролягав через кілька традиційних районів патрулювання американських підводних човнів, які зазвичай діяли поблизу східного узбережжя Японського архіпелагу, біля Маріанських островів (14 серпня загін побував на Сайпані) і на підходах до Труку. Враховуючи це, після Сайпану охорону конвою певний час додатково забезпечував переобладнаний патрульний корабель «Тосі-Мару № 3№» (Toshi Maru No. 3).
У підсумку проходження конвою № 3803A відбулось успішно і 19 серпня він без втрат досягнув Труку.